# Gare internationale d'Ebbsfleet
La gare internationale d'Ebbsfleet est une gare ferroviaire du Royaume-Uni, de la ligne à grande vitesse britannique (CTRL : Channel Tunnel Rail Link ou High Speed 1), deuxième phase, au sud de la Tamise. Elle est située à proximité de l'autoroute périphérique de Londres principale appelée M25.

## Situation ferroviaire
Gare de la ligne à grande vitesse High Speed 1.

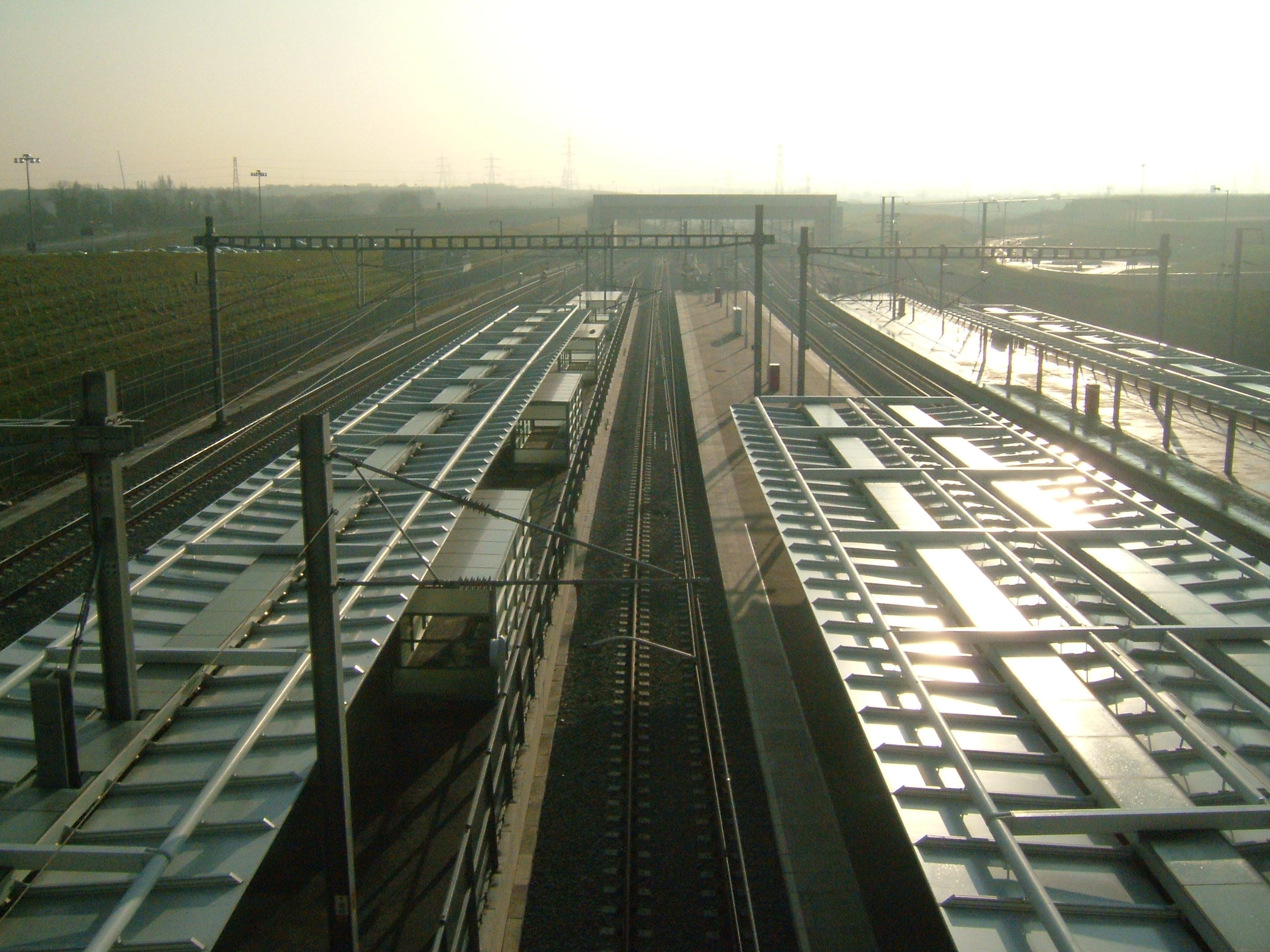
Les voies et les quais de la gare.

## Histoire
Dès les origines du projet, la gare fut dénommée Ebbsfleet International Station, mais le nom de Dartford International Station fut suggéré par Eurostar, cependant, le nom d'origine fut conservé pour éviter la confusion avec la gare de Dartford qui se trouve sur les lignes classiques.

## Service des voyageurs

### Desserte
La gare est desservie par les Eurostar internationaux qui voyagent entre la France, la Belgique (et les Pays-Bas) et l'Angleterre. Des Class 395 de Southeastern reliant Folkestone, Canterbury, Margate ou Ashford à Londres desservent aussi la gare internationale d'Ebbsfleet.
Toutefois, Eurostar ne dessert pas cette gare entre 2020 (début de la pandémie de Covid-19) et 2025 voire 2026, le rétablissement de l'arrêt demeurant incertain (en raison du Brexit).

## Galerie de photographies

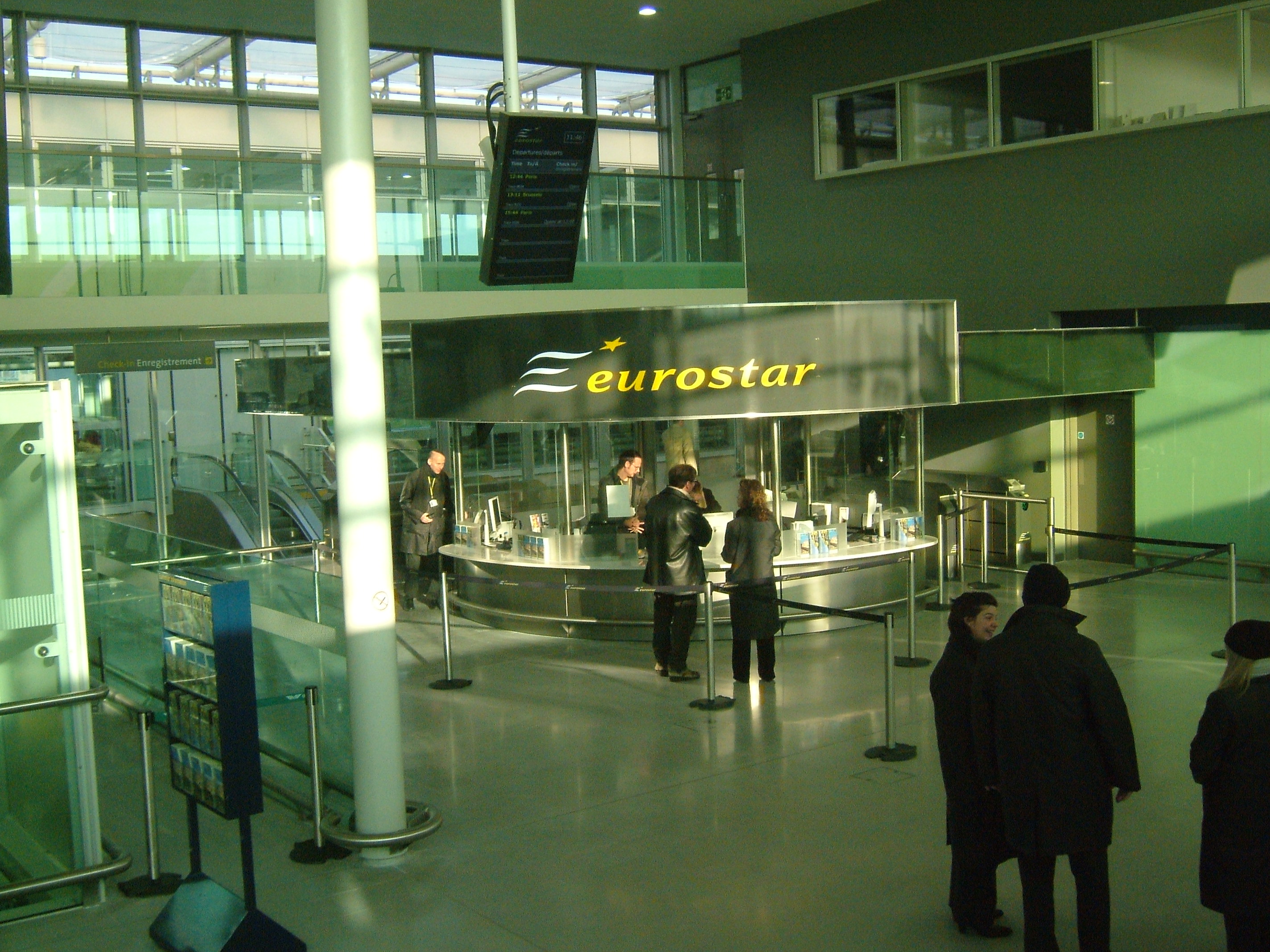
Le hall des départs.
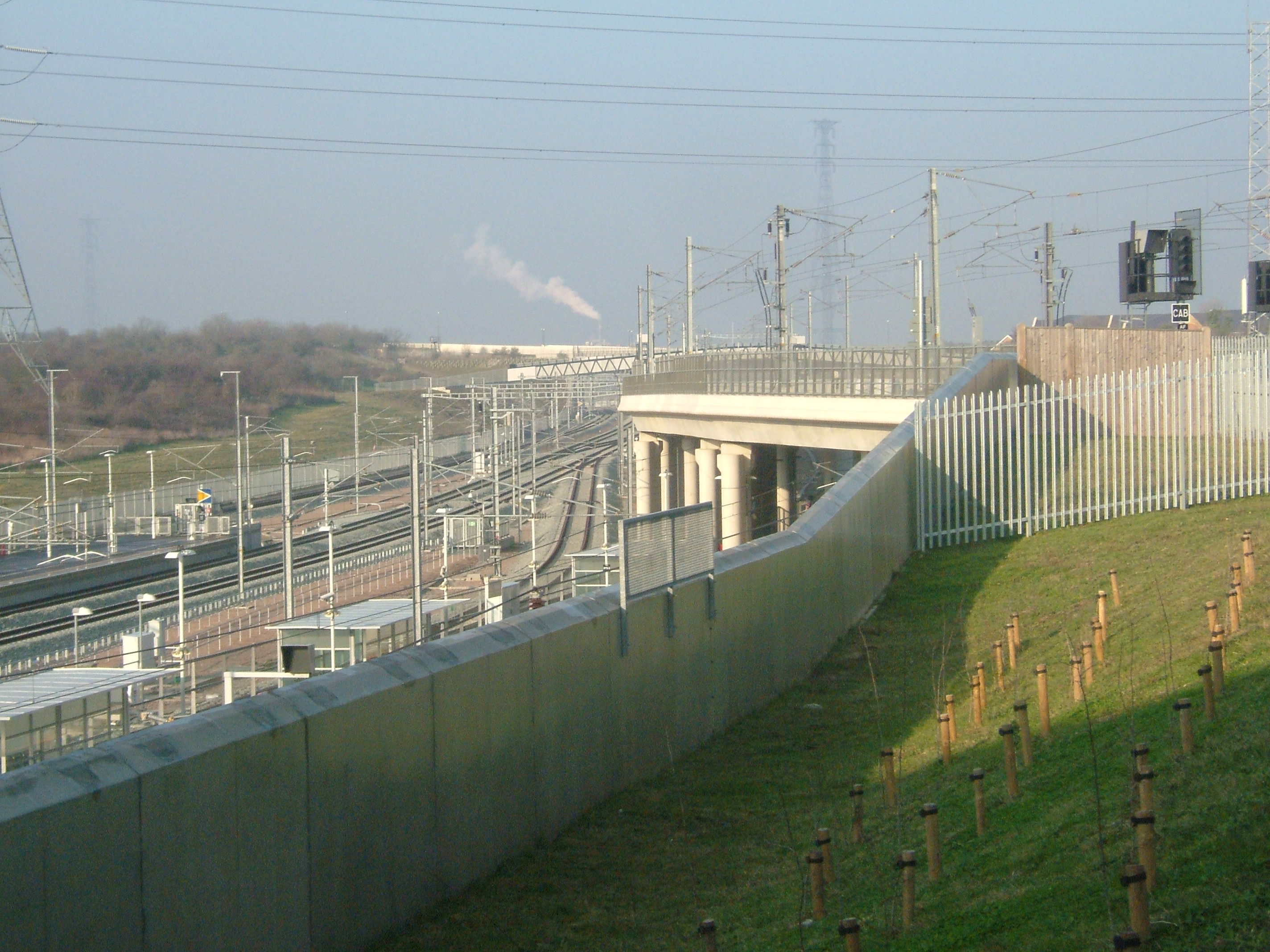
Vue extérieure des infrastructures.
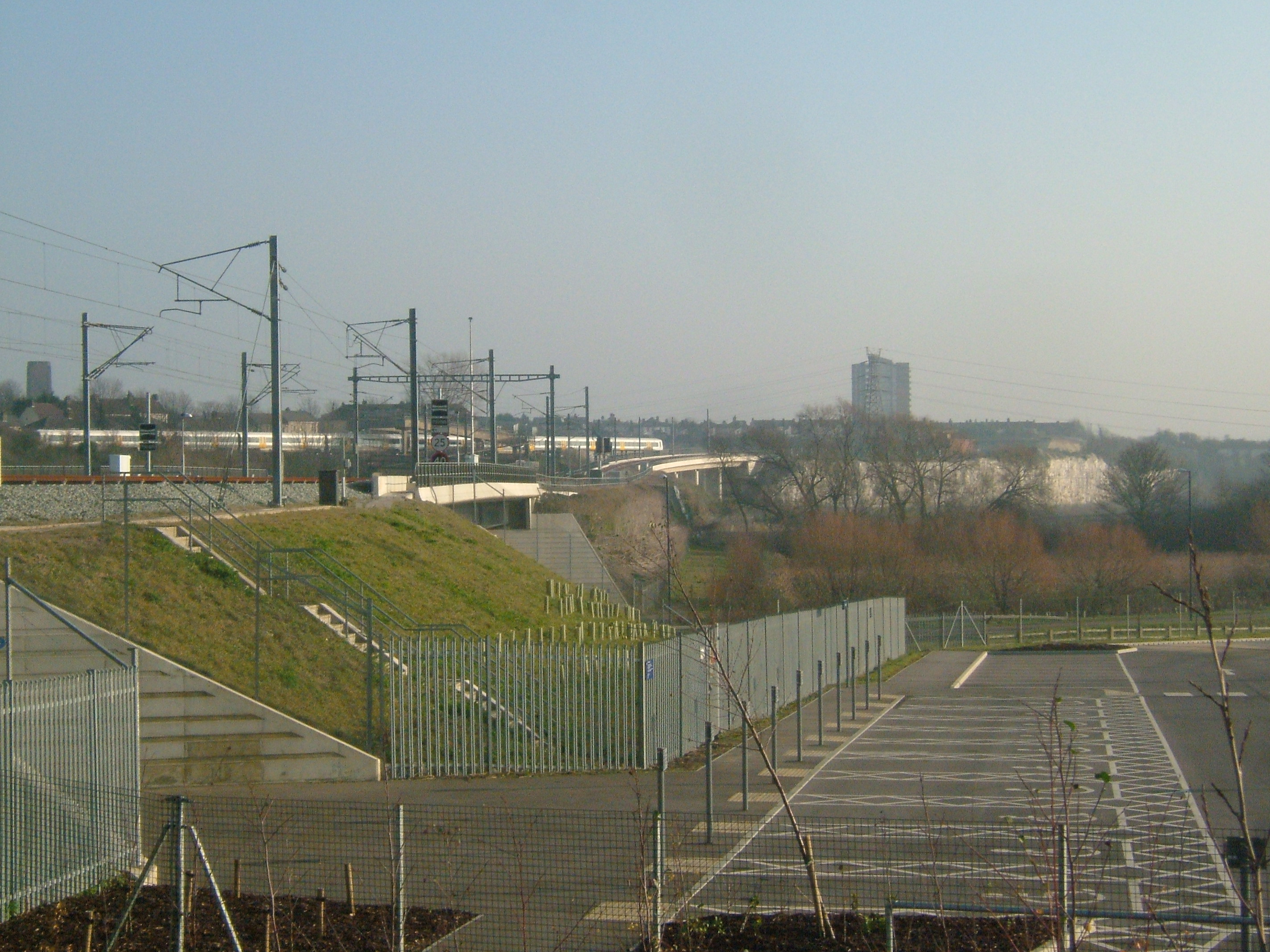
Autre vue extérieure des infrastructures.

## Traduction
- (en) Cet article est partiellement ou en totalité issu de l’article de Wikipédia en anglais intitulé « Ebbsfleet International railway station » (voir la liste des auteurs).